# Герхард III фон Бланкенхайм
Герхард III фон Бланкенхайм (на немски: Gerhard III, Herr zu Blankenheim; * пр. 1176; † сл. 1197/1203) е господар на Бланкенхайм в Айфел.

## Произход
Той е син на Герхард II фон Бланкенхайм († сл. 1174). Внук е на Герхард I фон Бланкенхайм († сл. 1115) и съпругата му Юта († 1115). Дядо му Герхард I построява ок. 1115 г. замък Бланкенхайм и дарява манастир Щайнфелд. Брат е на Конрад I фон Бланкенхайм-Шлайден († сл. 1223), господар на Шлайден.
През 1380 г. фамилията фон Бланкенхайм е издигната на графове. Графовете на Бланкенхайм са роднини с графовете на Мандершайд и от 1469 г. се наричат Мандершайд-Бланкенхайм.

## Деца
Герхард III фон Бланкенхайм има четирима сина:
- Герхард IV фон Бланкенхайм († сл. 1248) (* pr. 1203; † сл. 1225/сл. 1248), женен за Юта фон Хаймбах-Хенгенбах († сл. 1252)
- Конрад фон Бланкенхайм († сл. 1258)
- Фридрих фон Бланкенхайм († сл. 1216)
- Дитрих фон Бланкенхайм († сл. 1229)